# Tobias Oertel
Tobias Oertel (ur. 18 października 1975 w Werneck) – niemiecki aktor telewizyjny, filmowy i teatralny, producent filmowy.

## Wybrana filmografia
- 2005: Telefon 110 (Polizeiruf 110) – Heimkehr in den Tod jako prywatny detektyw Hannes Reitberger
- 2006: Tatort (Miejsce zbrodni) – Happy Birthday, Sarah jako Martin Strasser
- 2008: Tatort (Miejsce zbrodni) – Das schwarze Grab jako Mark Steinmetz
- 2008: Telefon 110 (Polizeiruf 110) – Taximord jako Georg Sendler
- 2009: 90 minut do katastrofy (Crashpoint – 90 Minuten bis zum Absturz) jako Klaus Borger
- 2011: Tatort (Miejsce zbrodni) - Altes Eisen jako Peter Stamm
- 2012: SOKO Leipzig jako Frank Seefeld
- 2013: Tatort (Miejsce zbrodni) - Sonnenfinsternisjako jako Sven Vogel
- 2015: SOKO Leipzig jako Frank Seefeld